# مانثانيا
بلدية مانثانيا (بالإسبانية: Manzanilla) هي بلدية تقع في مقاطعة ولبة التابعة لمنطقة أندلوسيا جنوب إسبانيا.

## الديموغرافيا
بلغ عدد سكان بلدية مانثانيا 2.300 نسمة عام 2011 (وفقاً للمعهد الوطني الإسباني للإحصاء).
| 2.523 | 2.507 | 2.468 | 2.384 | 2.403 | 2.341 | 2.300 |

## أعلام
- أنتوني ولف
- ماريانو بينيا
- دانيال كادينا
- كولين صامويل